# ASOジャパン
株式会社ASOジャパン（アソジャパン）は、福岡県福岡市に本社を置く食品会社である。主に、業務用アイスクリームなどの乳製品の企画・販売・卸売を行っている。

## 沿革
- 1975年 - 会社設立（当時の社名は「株式会社福弘」）。
- 1987年
  - 熊本県熊本市に本社を置く株式会社弘乳舎の福岡地区の販売店としての事業を開始。
  - 弘乳舎の子会社であった福博冷菓販売株式会社の営業権を譲り受ける。
  - 「株式会社福岡弘乳舎」に社名変更し、弘乳舎の完全子会社となる。
- 2001年 - 本社社屋を立て替える。
- 2007年
  - 9月19日 - 弘乳舎の取締役であった光永久仁子が、弘乳舎の子会社であった株式会社福岡弘乳舎、株式会社北九州弘乳舎、弘乳舎熊本販売株式会社の3社の株式を弘乳舎から買取り、MBOにて独立。
  - 光永久仁子が代表取締役社長に就任。
- 2008年
  - 「株式会社ASOジャパン」に社名変更。
  - 弘乳舎熊本販売株式会社を合併し、熊本支店とする。
  - 株式会社北九州弘乳舎の営業権を譲り受ける（北九州弘乳舎は清算）。
  - 自社ブランドのアイスクリームの製造開始。
- 2009年 - 熊本支店を本社に統合。
- 2010年4月1日 - 福岡地区の卸売部門を「株式会社ASOジャパン販売」として分社化。
- 2014年3月 - 本店を熊本県和水町に移転
- 2016年4月1日 - 株式会社ASOジャパン販売を統合し株式会社ASOジャパン福岡支店とする。
- 2018年6月 - 本店を福岡市博多区に移転

## 取引銀行
- 肥後銀行 本店
- 熊本銀行 下通支店